# Martin Truchsess von Wetzhausen
Martin Truchsess von Wetzhausen zu Dachsbach, nemški plemič, menih in od leta 1477 do 1489 veliki mojster Tevtonskega reda, * 1435, Würzburg, † 3. januar 1489, Königsberg.

## Življenje
Von Wetzhausen je izhajal iz družine cesarskih vitezov, kasnejših baronov iz območja Würzburga v Frankovski. Več članov njegove družine se je naselilo v Prusiji in zasedlo pomembne položaje v Tevtonskem redu. Na začetku svoje kariere je bil menih v Gniewu, Brodnici in Elblągu.
Od leta  1462 je bil svetovalec velikega mojstra Ludwiga von Erlichshausena in od leta 1476 komtur Osterodeja. 4. avgusta 1477 ga je kapitelj reda izvolil za velikega mojstra, kljub temu, da se je nekoč zavezal, da bo »ehe er welde dem Könige von Polen schweren, er welde ehe in seinem Blutte vortrincken« (arhaično nemško: Preden bi prisegel, da bi se poklonil kralju Poljsko, bi se prej utopil v lastni krvi). Veliki mojstri reda so bili namreč od podpisa Drugega torunjskega miru leta 1266 dolžni priseči zvestobo poljskemu kralju.
Von Wetzhausen je v vojni duhovščine podprl Nicolausa von Tüngena, kandidata za varmijskega škofa. Vojna se je začela leta 1467, ko poljski kralj Kazimir IV. Jagelo ni sprejel njegove kandidature. Leta 1478 je von Wetzhausen, potem ko je pridobil mednarodno podporo ogrskega kralja Matije Korvina, a komaj kaj podpore znotraj Prusije, zavzel vojaško držo proti Poljski in zavzel Culm (Chełmno), Strasburg in Starogard Chełminski. Poljska vojska pod poveljstvom Jana Białyja in Jana Zielezińskega je ob podpori Kraljeve Prusije in Gdanska hitro premagala vojsko reda in veliki mojster se je moral 9. oktobra 1479 v mestu Novi Korczyn pokloniti poljskemu kralju.
Kasneje  se je von Wetzhausen osredotočil na notranjo politiko reda in njegovo problematično finančno stanje. Poleti 1488 je hudo zbolel in v začetku leta 1489 umrl v Königsbergu. Pokopan je bil v königsberški stolnici.